# UGC 90
UGC 90 es una galaxia irregular localizada en la constelación de Pegaso.